# Aspelta curvidactyla
Aspelta curvidactyla är en hjuldjursart som beskrevs av Berzinš 1949. Aspelta curvidactyla ingår i släktet Aspelta och familjen Dicranophoridae. Inga underarter finns listade i Catalogue of Life.